# Kaldir
 Kaldir  (olaszul:  Caldier) falu Horvátországban, Isztria megyében. Közigazgatásilag Motovunhoz tartozik.

## Fekvése
Az Isztria középnyugati részén, Pazintól 11 km-re északnyugatra, községközpontjától 5 km-re délkeletre, a Motovuntól északra a Mirnába ömlő Monfrini-patak feletti magaslaton fekszik.

## Története
A település és környéke már a történelem előtti időkben is lakott volt, de nyomai vannak az ókori és kora középkori emberi életnek is. A középkorban a motovuni uradalomhoz tartozott, ezért története szorosan kapcsolódik hozzá. 1278 és 1797 között a Velencei Köztársaság északi határvidékéhez tartozott, ezért többször volt helyszíne a Pazini grófság és Velence közötti összecsapásoknak és határvitáknak. A szakadatlan harcok és a járványok következtében a 14. – 15. században lakossága kipusztult. A 16. században a velencei hatóságok Dalmáciából a török terjeszkedés elől menekülő horvátokkal telepítették be. 1857-ben 509, 1910-ben 567 lakosa volt. Az első világháború után a rapallói szerződés értelmében Isztria az Olasz Királysághoz került. A második világháború után Jugoszlávia része lett. A település Jugoszlávia felbomlása után 1991-ben a független Horvátország része lett. 2011-ben 233 lakosa volt. Lakói  főként mezőgazdasággal, ezen belül szőlőműveléssel, gyümölcs- és zöldségtermesztéssel és állattartással foglalkoznak.

## Nevezetességei
- Keresztelő Szent János tiszteletére szentelt plébániatemploma 1874-ben épült a korábbi templom helyén. 1923-ban és 1985-ben megújították. Belsejét három szép márványoltár díszíti, főoltárán védőszentjének szobra áll. Különálló 25 méter magas harangtornyát 1915-ben építették, három harang található benne.
- A Szentháromság tiszteletére szentelt templomát 1909-ben építették, ugyancsak egy korábbi, 1594-ben épített templom helyén. Oltárképét Girolamo Corner festette.
- Kaldirtól nyugatra Karojba felé Szent Erzsébet tiszteletére szentelt, a 9. és a 13. század között épített bencés kolostor romja található. A kolostort később a pálosok felújították, 1579-ben pusztult el.

## Lakosság
| Lakosság változása | Lakosság változása | Lakosság változása | Lakosság változása | Lakosság változása | Lakosság változása | Lakosság változása | Lakosság változása | Lakosság változása | Lakosság változása | Lakosság változása | Lakosság változása | Lakosság változása | Lakosság változása | Lakosság változása | Lakosság változása |
| ------------------ | ------------------ | ------------------ | ------------------ | ------------------ | ------------------ | ------------------ | ------------------ | ------------------ | ------------------ | ------------------ | ------------------ | ------------------ | ------------------ | ------------------ | ------------------ |
| 1857               | 1869               | 1880               | 1890               | 1900               | 1910               | 1921               | 1931               | 1948               | 1953               | 1961               | 1971               | 1981               | 1991               | 2001               | 2011               |
| 509                | 526                | 540                | 517                | 467                | 567                | 752                | 724                | 612                | 570                | 492                | 380                | 306                | 266                | 227                | 233                |